# Wilhelm von Tegetthoff
Báró Wilhelm von Tegetthoff (Marburg an der Drau, Alsó-Stájerország, Osztrák Császárság (ma: Maribor, Szlovénia), 1827. december 23. – Bécs, 1871. április 7.) osztrák császári és királyi tengernagy, az Osztrák Császárság, majd az Osztrák–Magyar Monarchia haditengerészeténél. A 19. század egyik legjelentősebb haditengerészeti parancsnoka, innovatív taktikája és inspiratív vezetési módja tette híressé.

## Ifjúkora, pályájának kezdete
Wilhelm von Tegetthoff 1827. december 23-án született a Dráva menti Marburg városában, (Marburg an der Drau), az Osztrák Császársághoz tartozó Stájer Nagyhercegségben (ma Maribor, Szlovénia). 1840-től 1845-ig a velencei osztrák Haditengerészeti Akadémiára (Marinecollegium, Accademia Navale) járt, ahol a 1845. július 23-án tengerészkadétté avatták.
1848-49-ben Velencében tengerészkadétként tanúja volt az első itáliai forradalmaknak. 1849. április 16-án sikeresen befejezte tanulmányait, és megkapta első beosztását az Osztrák Császári Haditengerészet (Kriegsmarine) egyik sorhajóján. Részt vett a Velence elleni, 1849 májusától augusztusáig tartó osztrák tengeri blokádban. Az 1848–49-es évek politikai eseményei kedveztek gyors karrierjének. 1851. június 16-án hadnaggyá, majd 1852. november 16-án alparancsnokká léptették elő. Részt vett a flotta földközi-tengeri expedícióiban.
1854-ben Tegetthoff már meg is kapta első önálló parancsnoki kinevezését, a Haditengerészet Elisabeth nevű szkúnerének kapitányaként. 1854-ben Habsburg–Lotaringiai Miksa főherceget, mindössze 22 éves korában kinevezték a Császári és Királyi Haditengerészet (K.K. Kriegsmarine) főparancsnokának, ahol a következő években jelentős újjászervezéseket hajtott végre.
Ebben az időben a kereskedelmi és hadiflották, köztük az Osztrák Császári Haditengerészetnél intenzíven törekedtek a vitorlás hajókról a gőzhajózásra való áttérésre. Tegetthoff is azok közé tartozott, akik nyomatékosan szorgalmazták a gőzhajók gyártásának, a gőzhajózásra való gyors áttérésnek szükségességét.
1855-ben Tegetthoffot kinevezték a Taurus nevű lapátkerekes gőzhajó parancsnokának. A Taurus a Duna-delta területén tevékenykedett. A fiatal hajóparancsnok kiemelkedő diplomáciai és szervezési sikereivel hívta fel magára felettesei figyelmét.
1857 decemberében Tegetthoff törzstiszti beosztást kapott. Korvettkapitányként Habsburg–Lotaringiai Miksa főhercegnek, a Haditengerészet főparancsnokának megbízásából expedíciót vezetett a Vörös-tengerre. A főherceg rendkívüli érdeklődést tanúsított a tengerhajózás iránt, több hosszú utazást tett a K.K. Novara fregatt fedélzetén. Tegetthoff 1859-ben elkísérte a főherceget egy brazíliai utazásra is, 1860. április 27-én Tegetthoffot fregattkapitánnyá léptették elő.
1861. november 23-án sorhajókapitánnyá léptették elő. Az osztrák Linienschiffkapitän rendfokozat megfelelt a Németország Birodalmi Haditengerészetnél rendszeresített Kapitän zur See, illetve a szárazföldi haderők ezredesi rendfokozatának. 1862-ben megkapta az osztrák Hadiflotta Levantei Hajórajának parancsnokságát. Ő vezette azt az osztrák flottakülönítményt (Geschwader), amelyet a bajor királyi házból származó I. Ottó görög király (1815–1867) lemondatása után küldtek Görögország felségvizeire.

## A porosz–osztrák–dán háború, a helgolandi tengeri ütközet
A Német Szövetség (Deutscher Bund) és a Dán Királyság között, Schleswig-Holstein tartomány birtoklásáért 1864-ben kitört az ún. második schleswigi háború (más néven német–dán háború, január 16-október 30.). A porosz hadiflottával szemben túlerőt képviselő dán királyi hadiflotta blokád alá vette az északnémet kikötőket. Poroszország támogatására Ausztria egy hajórajt küldött az Északi-tengerre, Tegetthoff sorhajókapitány parancsnoksága alatt. A hajóraj, amely 1864 márciusában futott ki a Földközi-tengerre a Schwarzenberg és a Radetzky fregattokból, és a Seehund ágyúnaszádból állt. Feladatául szabták a dán kereskedelmi hajók elfogását, a dán hadihajók elűzését, a német kereskedelmi hajózás minden eszközzel történő biztosítását.
1864. április 10-én Habsburg–Lotaringiai Miksa főherceget kikiáltották Mexikó császárának. A hadiflotta főparancsnokságát Lipót Lajos főherceg vette át, altengernagyi rangban.
Tegetthoff, az osztrák–porosz flottacsoportosítás parancsnokaként 1864. május 9-én megütközött az Edouard Suenson admirális által vezetett dán hadiflottával, az akkor Nagy-Britanniához tartozó Helgoland szigete mellett. Heves tűzpárbaj után Tegetthoff zászlóshajója, a Schwarzenberg kigyulladt. Mindkét flotta visszavonult, de a német kikötők felszabadultak a dán flotta blokádja alól. A csatát mindkét ország győzelemként értékelte. A háborút a Német Szövetség számára kedvező feltételekkel fejezték be. A mindössze 37 éves Tegetthoff sorhajókapitányt ellentengernaggyá léptették elő.

A lissai tengeri ütközetben felvonult erők

## A porosz–osztrák háború, a lissai tengeri ütközet
A Dánia ellen elért közös győzelem ellenére fennmaradtak a porosz-osztrák ellentétek, a Német Szövetségen belüli vezető szerep követelése miatt. 1866-ban Poroszország Olaszországgal szövetkezett Ausztria ellen. A segítség fejében Bismarck kancellár az Osztrák Császársághoz tartozó Velencét az olaszoknak ígérte. Az 1866. július 3-i königgrätzi csatavesztés nyomán az Itáliában állomásozó osztrák haderőt Bécs védelmére kellett átcsoportosítani. Az Adriai-tenger osztrák partvidékének védelme a hadiflottára maradt. Az olaszok egyik fontos célja – az 1866. június 20-27. között szárazföldön elszenvedett vereségeik kiegyenlítésére – a dalmát partoknál fekvő Lissa-sziget (ma: Vis, Horvátország) elfoglalása volt.
1866. május 9-én, helgolandi győzelme évfordulóján, az olasz tengeri háború küszöbén Tegetthoff ellentengernagyot kinevezték az osztrák hadiflotta főparancsnokává. Az olasz hadiflotta túlereje ellenére Tegetthoff úgy döntött, vállalja a harcot, miután 1866. június 27-én sikeresen felderítette az anconai olasz flottabázist.
Az olasz hadiflotta az akkori világ egyik legnagyobb és legmodernebb flottájának számított. A háború kezdetén az elsüllyeszthetetlennek tartott Affondatore páncélozott cirkálót kilencméteres vágósarkantyúval (döfőorral) is felszerelték. Tegetthoff ellentengernagynak csak elöregedett és gyengébb képességű osztrák hadihajók álltak rendelkezésére. A csavargőzössé átépített SMS Novara egy korábbi tűzkár miatt súlyosan sérült volt. Az SMS Erzherzog Ferdinand Max és az SMS Habsburg hadihajók még nem álltak készen, de csatasorba állították őket. A legnagyobb, fából készült osztrák SMS Kaiser hadihajó teljesen elavultnak és használhatatlannak számított, de ezt, és más fregattok testét szükségmegoldásként vasúti sínekkel és horgonyláncokkal erősítették meg.

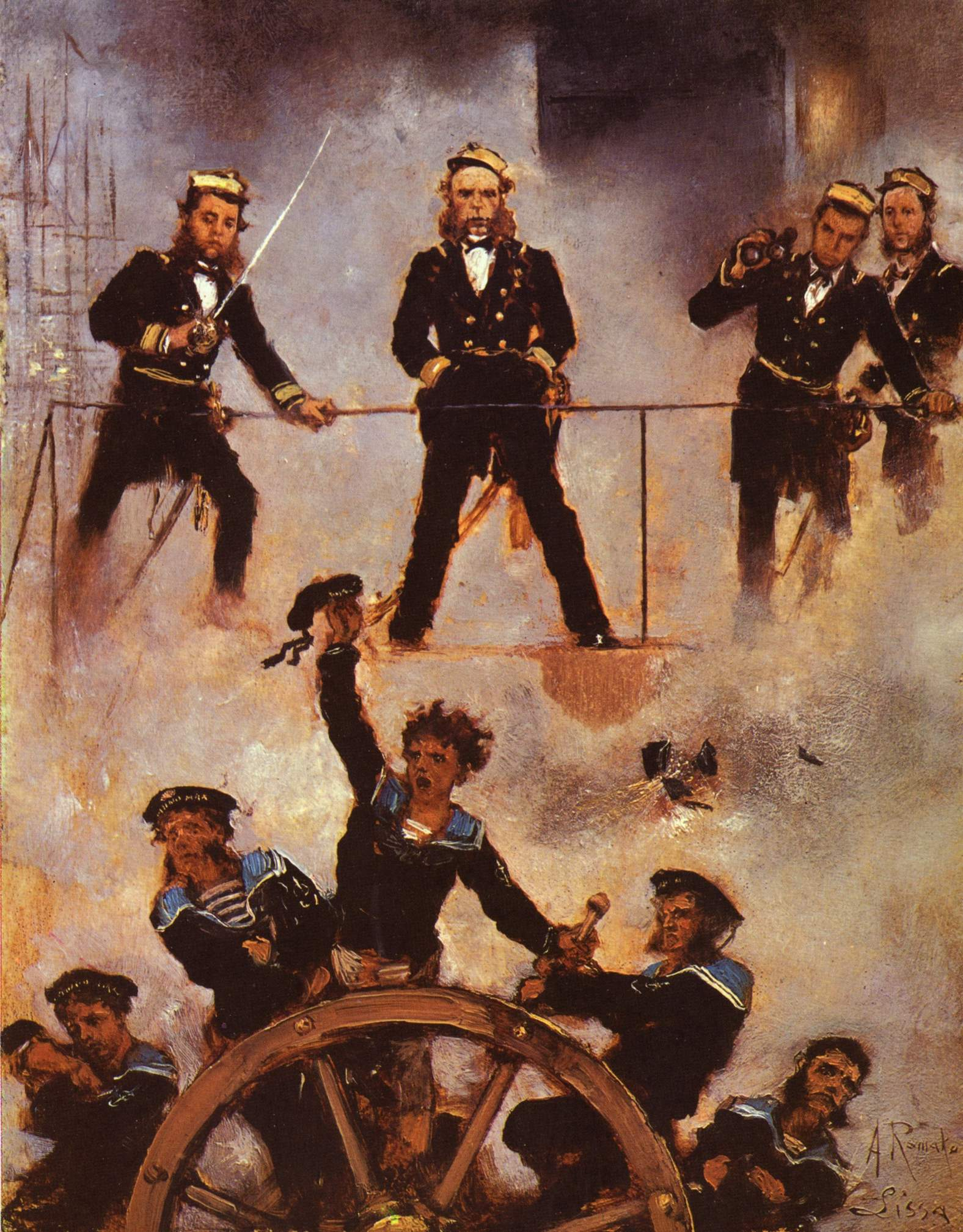
Tegetthoff admirális a lissai tengeri ütközetben. Anton Romako festménye, 1878–1880

1866. július 17-én az olasz flotta megjelent Lissa előtt, és ágyútűzzel támadta az osztrák erődítményeket. Tegetthoff flottája azonnal kifutott Pólából. Július 20-án érte el a Lissa előtti vizeket, és megütközött a jelentős túlerőben lévő olasz flottával.
Tegetthoff tudta, hogy saját hajói elégtelen erőt képviselnek, és a régi építésű hajók hosszabb tüzérségi párbajt nem állnak ki. A közelharcot, a döfőorr-taktikát választotta. Saját hajójával, az SMS Erzherzog Ferdinand Max-szal nekirohant a Ré d´Italia páncélozott cirkáló oldalának. Döfőorral meglékelte, az olasz hajó percek alatt elsüllyedt. A Palestro lőszerraktárát találat érte, felrobbant és elsüllyedt. Az elöregedett SMS Kaiser megkísérelte meglékelni a Ré di Portugalló-t, közben önmaga súlyosan megsérült. Az Affondatore megpróbálta meglékelni a sérült Kaiser-t, de az osztrák hajók tüzérségi találatai úgy megrongálták, hogy néhány nap múlva az anconai kikötőben elsüllyedt. A két órán át tartó ütközetben az olasz flotta három páncélozott csatahajót vesztett, Ausztria egyet sem. A Kaiser sérüléseit a lissai kikötőben kijavították. Az osztrák flotta embervesztesége (38 fő) is lényegesen kisebb volt az olaszokénál (612 fő). A lissai tengeri ütközet (a trafalgari csata után) a 19. század legnagyobb tengeri ütközete volt. Ez volt az utolsó tengeri csata, amelyben árbócos-vitorlás fahajók is részt vettek, és az egyetlen, ahol a döfőorr (vágósarkantyú) szerephez jutott.
A csata után az olasz hajók visszavonultak, Tegetthoff győzelmesen tért vissza a pólai bázisra. Tegetthoff még aznap jelentést küldött I. Ferenc József császárnak a győzelemről. Az osztrák Lloyd egyik gőzhajója útján kapta meg a császár válaszát, amelyben Tegetthoffot altengernaggyá léptette elő. Megkapta a Katonai Mária Terézia-rend (MMThO) parancsnoki keresztjét is. (Mindazonáltal ez a győzelem nem befolyásolta érdemben a háború kimenetelét, amelyet az Olasz Királyság végül győztesként fejezett be).
A történethez tartozik, hogy az olasz, francia és brit sajtó hamis győzelmi híreket közölt a csatáról, és az SMS Kaiser elsüllyesztéséről. Válaszul Tegetthoff külföldi tiszteket és a sajtó képviselőit meghívta az „elsüllyesztett” hajó fedélzetére, helyszíni szemlére. A Haditengerészeti Minisztérium bírálta Tegetthoffot önhatalmú eljárása miatt, és megtagadta e vendéglátás költségeinek megtérítését…

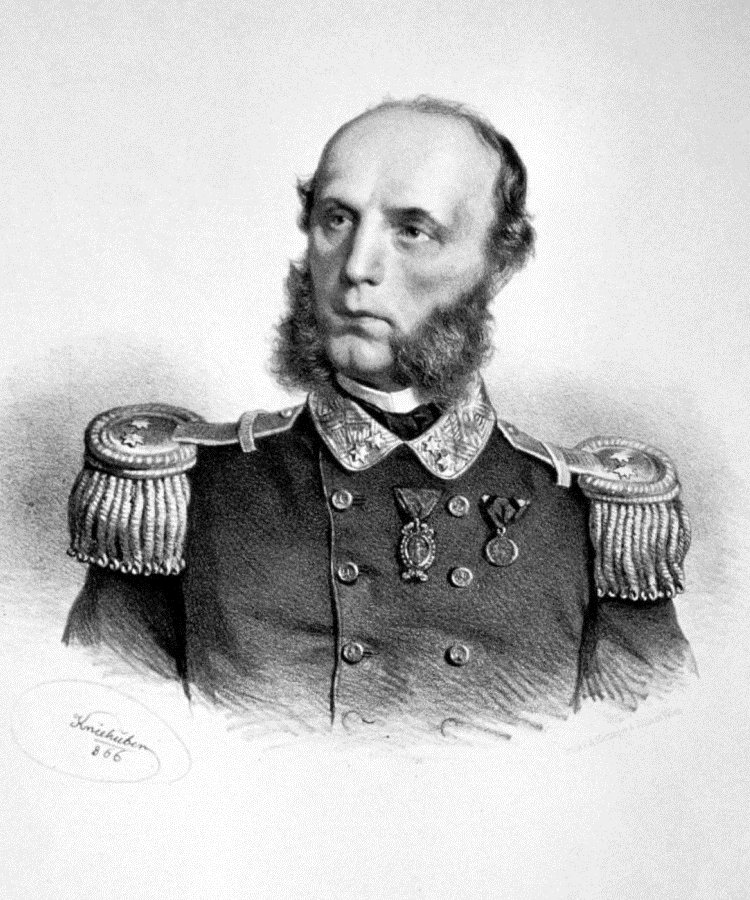
Wilhelm von Tegetthoff admirális. Josef Kriehuber litográfiája, 1866.

## Utolsó évei
Bár a Haditengerészet és a közvélemény Tegetthoff hadügyminiszteri kinevezésére számított, 1866-67-ben tanulmányutakra küldték őt Franciaországba, Angliába, és az Egyesült Államokba. 1867 júliusában Tegetthoff hajója hozta haza a Mexikóban kivégzett I. Miksa mexikói császár (Miksa osztrák főherceg, I. Ferenc József fivére) holttestét, akit a bécsi kapucinusok templomának kriptájában (Kapuzinergruft) temettek el.
Az 1867-es kiegyezés keretében a magyarok elutasították egy közös Haditengerészeti Minisztérium felállítását, ezért az osztrák császári Hadügyminisztériumon belül hoztak létre egy Haditengerészeti Szekciót, bécsi székhellyel. I. Ferenc József császár 1868. február 25-én (Lipót Lajos főherceg utódjaként Tegetthoff admirálist nevezte ki a Császári és Királyi Haditengerészet főparancsnokává, és a Hadügyminisztérium Haditengerészeti Szekciójának vezetőjévé. A következő években Tegetthoff, a vezérkar bizalmatlanságát és ellenállását legyűrve, rövid idő alatt újjászervezte az Császári és Királyi Haditengerészetet (K.u.K. Kriegsmarine). Megvalósította az általa kidolgozott kiképzési koncepciót (legénységi iskolák, tanfolyamok a haditengerészeti tisztviselők és a műszakiak (hajógépészek) számára). Megvalósította az eredetileg Miksa főherceg által kigondolt, kiképzési (nem vallási) célzatú ún. „külföldi missziós utakat”. Ezek keretében minden évben a Hadiflottának legalább egy hajója távoli körútra ment, gazdasági, társadalmi kapcsolatokat ápolni, a tengerészkiképzést elmélyíteni, és a Birodalmat reprezentálni. Tegetthoff újításai érvényben maradtak egészen az első világháború végéig, az Osztrák–Magyar Monarchia felbomlásáig, a Császári és Királyi Hadiflotta széthullásáig.
1868. április 1-jén Tegetthoffot titkos tanácsossá (Geheimrat) nevezték ki, tagja lett a Parlament Felsőházának, ahol a szabadelvű Alkotmánypárthoz csatlakozott.
1871 elején Tegetthoff admirális tüdőgyulladást kapott, és viszonylag fiatalon, 43 éves korában meghalt Triesztben, 1871. április 7-én. A bécsi Matzleinsdorf temetőjében ravatalozták fel, és teljes katonai tiszteletadás mellett búcsúztatták, bár maga a császár nem vett részt a ceremónián. Szarkofágját 1872. október 31-én a grazi St. Leonhard temetőben helyezték végső nyugalomra, sírja ma is itt található.

## Emlékezete
Szülővárosában, a stájerországi Marburg an der Drauban (ma: Maribor), és Bécsben is emlékműveket emeltek Tegetthoff admirális emlékére. Ezek közül ma már csak a lissai tengeri ütközet kb. 8 méter magas emlékoszlopa, Carl Kundmann műve látható, csúcsán Tegetthoff bronzszobrával, a bécsi Praterstern téren (2. kerület, Leopoldstadt).
Az eredetileg Pólában 1877-ben felállított Tegetthoff-emlékművet a bevonuló olaszok 1918-ban lebontották, és a velencei Haditengerészeti Arzenál (Arsenale) raktárában helyezték el. Mussolini idejében az olasz–osztrák kapcsolatok megjavultak, és 1935-ben az emlékművet Grazba vitték, és ott állították fel, itt látható ma is.
Az 1872–1874-es osztrák–magyar északi-sarki expedíció számára épült hajót, amelyet Julius von Payer és Karl Weyprecht maguk építettek, a tengernagy tiszteletére Admiral Tegetthoff névre keresztelték. Az expedíció fedezte fel a Ferenc József-földnek nevezett szigetcsoportot. Az első felfedezők partra lépésének helyét Tegetthoff foknak (Mys Tegetchof) nevezik.

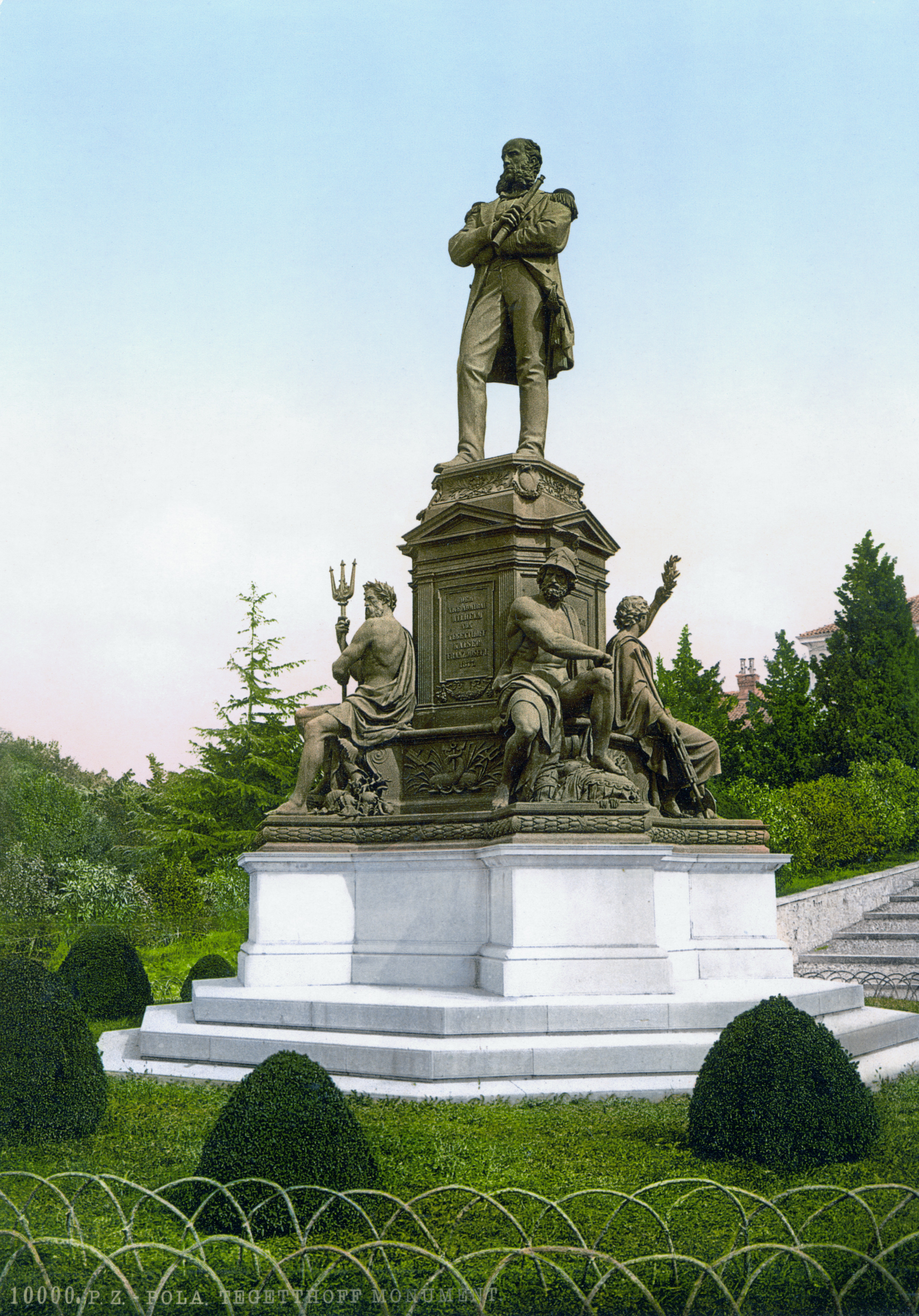
A pólai Tegetthoff-emlékmű 1900-ban (ma Grazban látható)
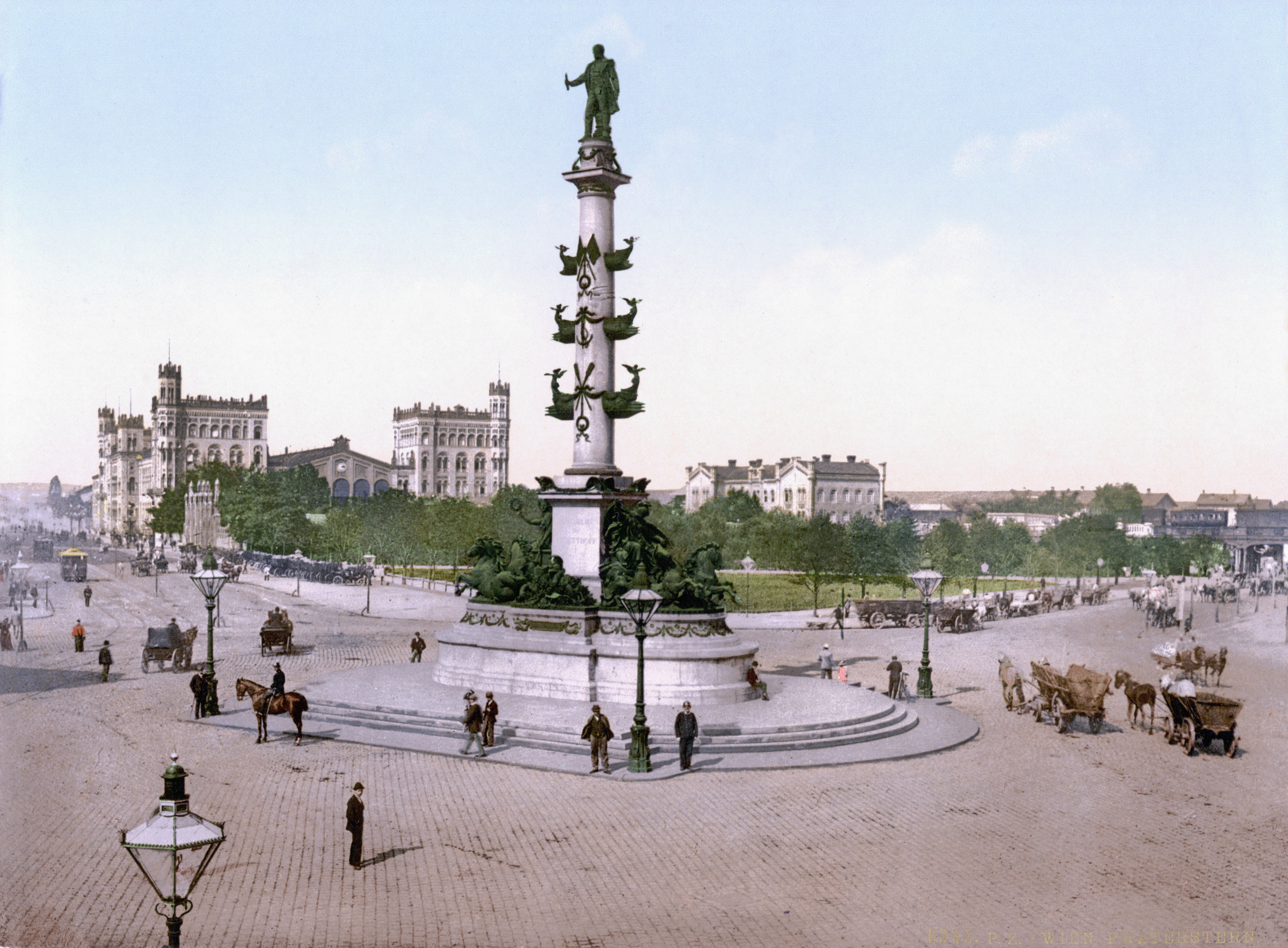
Tegetthoff-emlékmű Bécsben, a Pratersternen, 1900. körül
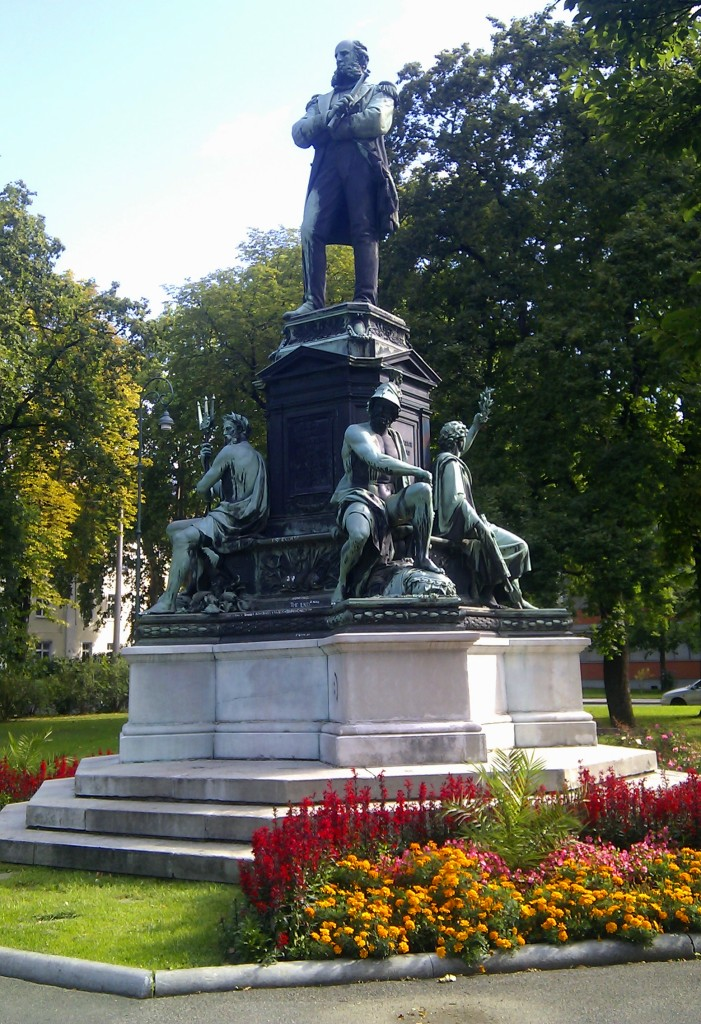
A Pólából áthozott Tegetthoff-emlékmű Grazban a róla elnevezett téren